# Bestie (Jay Park)
Bestie è un brano musicale del cantante sudcoreano Jay Park, pubblicato come suo singolo di debutto ed incluso nell'album Take a Deeper Look. Il singolo è stato pubblicato come download digitale in anteprima il 4 ottobre 2010 su Bandcamp, in seguito su iTunes l'11 ottobre 2010 ed infine ufficialmente il 26 ottobre 2010. Una versione in lingua inglese ed un remix coreano sono stati pubblicati nelle stesse date.

## Tracce
Download digitale
1. Bestie - 2:59

EP digitale
1. 베스티 (Bestie) (Korean Version) - 3:31
2. 스피치리스 (Speechless) - 3:59
3. 베스티 (Remix) (Bestie) (Korean Remix) - 2:59

Durata totale: 10:29